# Johann Daniel Donat

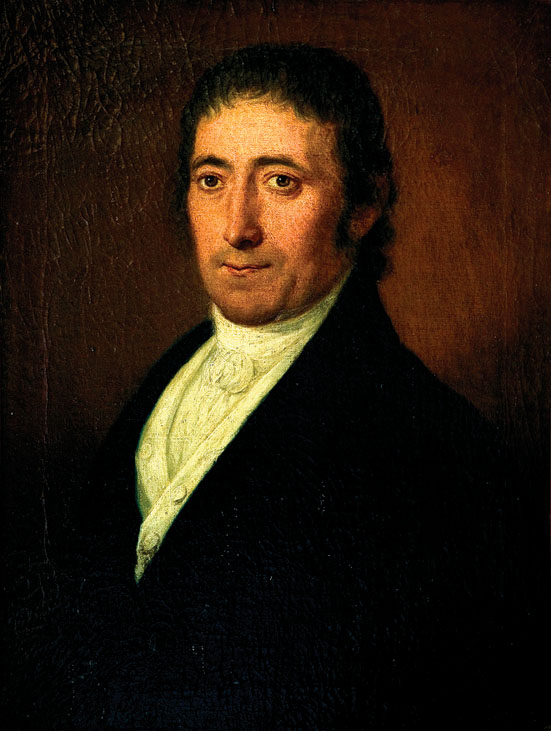
Selbstporträt

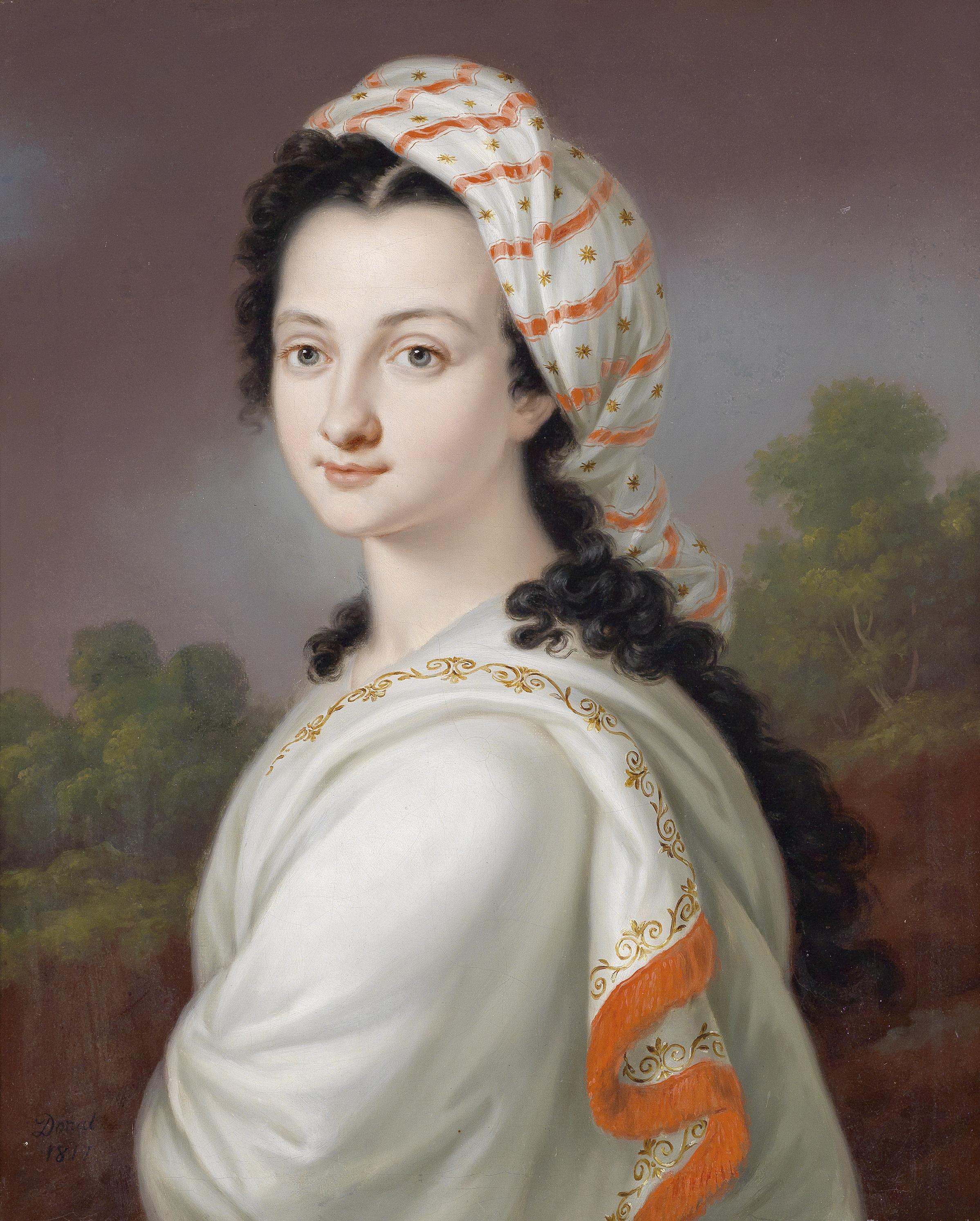
Bildnis Julie Reichstein von Leeuwen

Johann Daniel Donat (ungarisch Donát János, * 22. Dezember 1744 in Klosterneuzelle; † 11. Mai 1830 in Pest) war ein in Deutschland geborener österreichischer Porträtmaler, in Wien und Pest tätig.
Johann Daniel Donat studierte ab dem 27. Juli 1766 an der Wiener Kunstakademie bei Martin van Meytens, Franz Edmund Weirotter und Jacob Matthias Schmutzer.
1779 malte er Porträts sämtlicher anlässlich der Friedensverhandlungen in Teschen anwesenden Gesandten.
Nach dem Studium arbeitete er bis 1812 als Porträtist in Wien, danach in Pest. Neben den Porträts malte Donat in Pest einige Altarblätter.
Er war zweimal verheiratet. Seine erste Ehefrau war Theresia Rössler (1745–1802), seine zweite Ehefrau Susanna Rieger (1784–1849).
Seine Werke befinden sich in österreichischen und ungarischen Museen und Privatsammlungen.